# Pseudoacanthocephalus lutzi
Pseudoacanthocephalus lutzi é uma espécie de acantocéfalo parasita que pode ser encontrada na América do Sul. Pode parasitar diversas espécies de anfíbios e répteis, tendo Rhinella arenarum e Rhinella icterica como hospedeiros favoritos, se alojando principalmente em seus intestinos. Os machos medem entre quatro e 8,8 milímetros, enquanto as fêmeas entre sete e 21. Além da diferença de tamanho, não possuem nenhuma característica externa que permita diferenciá-los. Seu tronco é cilíndrico e sem espinhos e sua probóscide também é cilíndrica, situada próxima do gânglio nervoso.